# Гермон (Нью-Йорк)
Гермон (англ. Hermon) — місто (англ. town) в США, в окрузі Сент-Лоуренс штату Нью-Йорк. Населення — 1074 особи (2020).

## Демографія
Згідно з переписом 2010 року, у місті мешкало 1108 осіб у 430 домогосподарствах у складі 295 родин. Було 653 помешкання
Расовий склад населення:
| - 97,7 % — білих - 0,5 % — корінних американців - 0,5 % — азіатів - 0,1 % — чорних або афроамериканців |

До двох чи більше рас належало 0,7 %. Частка іспаномовних становила 2,0 % від усіх жителів.
За віковим діапазоном населення розподілялося таким чином: 26,1 % — особи молодші 18 років, 60,5 % — особи у віці 18—64 років, 13,4 % — особи у віці 65 років та старші. Медіана віку мешканця становила 38,2 року. На 100 осіб жіночої статі у місті припадало 97,5 чоловіків;  на 100 жінок у віці від 18 років та старших — 99,3 чоловіків також старших 18 років.
Середній дохід на одне домашнє господарство  становив 53 635 доларів США (медіана — 44 489), а середній дохід на одну сім'ю — 61 228 доларів (медіана — 53 750). Медіана доходів становила 36 042 долари для чоловіків та 28 654 долари для жінок. За межею бідності перебувало 14,8 % осіб, у тому числі 17,0 % дітей у віці до 18 років та 14,9 % осіб у віці 65 років та старших.
Цивільне працевлаштоване населення становило 397 осіб. Основні галузі зайнятості: освіта, охорона здоров'я та соціальна допомога — 36,8 %, мистецтво, розваги та відпочинок — 11,3 %, роздрібна торгівля — 10,3 %.